# Poecilia orri
Poecilia orri – gatunek ryby z rodziny piękniczkowatych (Poeciliidae). W handlu używa się niepotwierdzonej polskiej nazwy „molinezja górska”. Bywa hodowana w akwarium jako ryba akwariowa.

## Występowanie
Zasiedla wody słodkie i słonawe tropikalnej strefy bentopelagicznej Ameryki Środkowej (Meksyk - wschodni Jukatan, w prowincji Quintana Roo), północny Honduras i Belize wraz z przybrzeżnymi wyspami oraz w Ameryce Południowej (Kolumbia).
Dorasta do 5,6 cm długości.